# Commission nationale d'évaluation du financement des charges de démantèlement des installations nucléaires de base et de gestion des combustibles usés et des déchets radioactifs
La Commission nationale d’évaluation du financement des charges de démantèlement des installations nucléaires de base et de gestion des combustibles usés et des déchets radioactifs, ou CNEF, est une commission créée par une loi française votée en 2006, afin de contrôler le financement des charges nucléaires de long terme prévues pour le démantèlement nucléaire, la gestion du combustible nucléaire usé et des déchets radioactifs.

## Missions
Le financement des charges nucléaires de long terme (démantèlement des installations, stockage des déchets radioactifs, gestion des combustibles usés, etc.) est de la responsabilité directe de tout exploitant « d'installation nucléaire de base », catégorie réglementaire qui désigne notamment les centrales nucléaires, certaines installations de recherche du Commissariat à l'énergie atomique, certaines installations d'Areva (notamment la majeure partie de l'usine de la Hague), la plupart des installations de stockage de déchets radioactifs de l'ANDRA, et d'autres installations civiles industrielles ou de recherche.
La Commission nationale d’évaluation du financement des charges de démantèlement des installations nucléaires de base et de gestion des combustibles usés et des déchets radioactifs (CNEF), créée par la loi du 28 juin 2006 sur la gestion durable des matières et déchets radioactifs, ne contrôle pas directement la manière dont les exploitants prévoient le financement de ces charges, mais évalue la manière dont l'autorité administrative, incarnée conjointement par les ministres de l'économie et de l'énergie, assure elle-même ce contrôle. Elle remet un rapport au parlement et au Haut Comité pour la transparence et l'information sur la sécurité nucléaire (HCTISN), tous les trois ans. Ce rapport est rendu public.
La Commission est composée:
- des présidents des commissions de l'Assemblée nationale et du Sénat compétentes en matière d'énergie ou chargées des finances, ou de leur représentant ;
- de personnalités qualifiées désignées à parité par l'Assemblée nationale et par le Sénat ;
- de personnalités qualifiées désignées par le gouvernement, pour une durée et en un nombre fixés par voie réglementaire.

La commission bénéficie de l’appui du Conseil général de l'économie, de l'industrie, de l'énergie et des technologies (CGEIET) et du Contrôle général économique et financier (CGEFi).

## Fonctionnement
En dépit de sa création par la loi en 2006, la commission n'a tenu sa première réunion que le 7 juin 2011. Son rapport publié en juillet 2012 indique que « la mise en place effective de la CNEF s'est trouvée différée du fait que les différentes désignations des membres de la Commission ne sont intervenues que tardivement : le gouvernement a désigné les personnalités qualifiées choisies par un décret du 20 juin 2008, les présidents de commission du Sénat et de l'Assemblée nationale respectivement en septembre 2009 et décembre 2010. Au 1er juin 2012, la désignation d’une des personnalités qualifiées du Sénat n’était toujours pas intervenue ».
Toutefois, le décret du 20 juin 2008 mentionne 4 personnalités qualifiées choisies par le Gouvernement ainsi que 4 autres désignées par les présidents de l'Assemblée nationale et du Sénat. Or, l'article 20 de la loi du 28 juin 2006 dispose que la commission est uniquement composée de ces 8 personnalités qualifiées et des « présidents des commissions de l'Assemblée nationale et du Sénat compétentes en matière d'énergie ou chargées des finances, ou de leur représentant ». Ces derniers étant en fonction en juin 2008, rien ne faisait donc obstacle, à cette date, à l'installation de la commission par le Gouvernement.
Après 2008, les parlementaires, en particulier le rapporteur de la loi de 2006, le député Claude Birraux, ont à plusieurs reprises appelé le gouvernement à assurer le fonctionnement de la commission, notamment dans deux rapports de l'Office parlementaire d'évaluation des choix scientifiques et technologiques (OPECST), le premier en janvier 2011 et le second en juin 2011, où il était demandé au gouvernement de fournir à la commission, qui venait de se réunir pour la première fois, « les moyens de remettre son premier rapport d’évaluation avant la fin de l’année 2011. »
De ce fait, la CNEF n'a pu présenter son premier rapport aux membres de l'OPECST que le 24 juillet 2012. À ce jour,[Quand ?] c'est le seul rapport qu'elle ait produit, bien que la loi prévoie la publication d'un rapport tous les trois ans.